# 捷姆諾蓋齊
50°0′1″N 25°58′29″E / 50.00028°N 25.97472°E

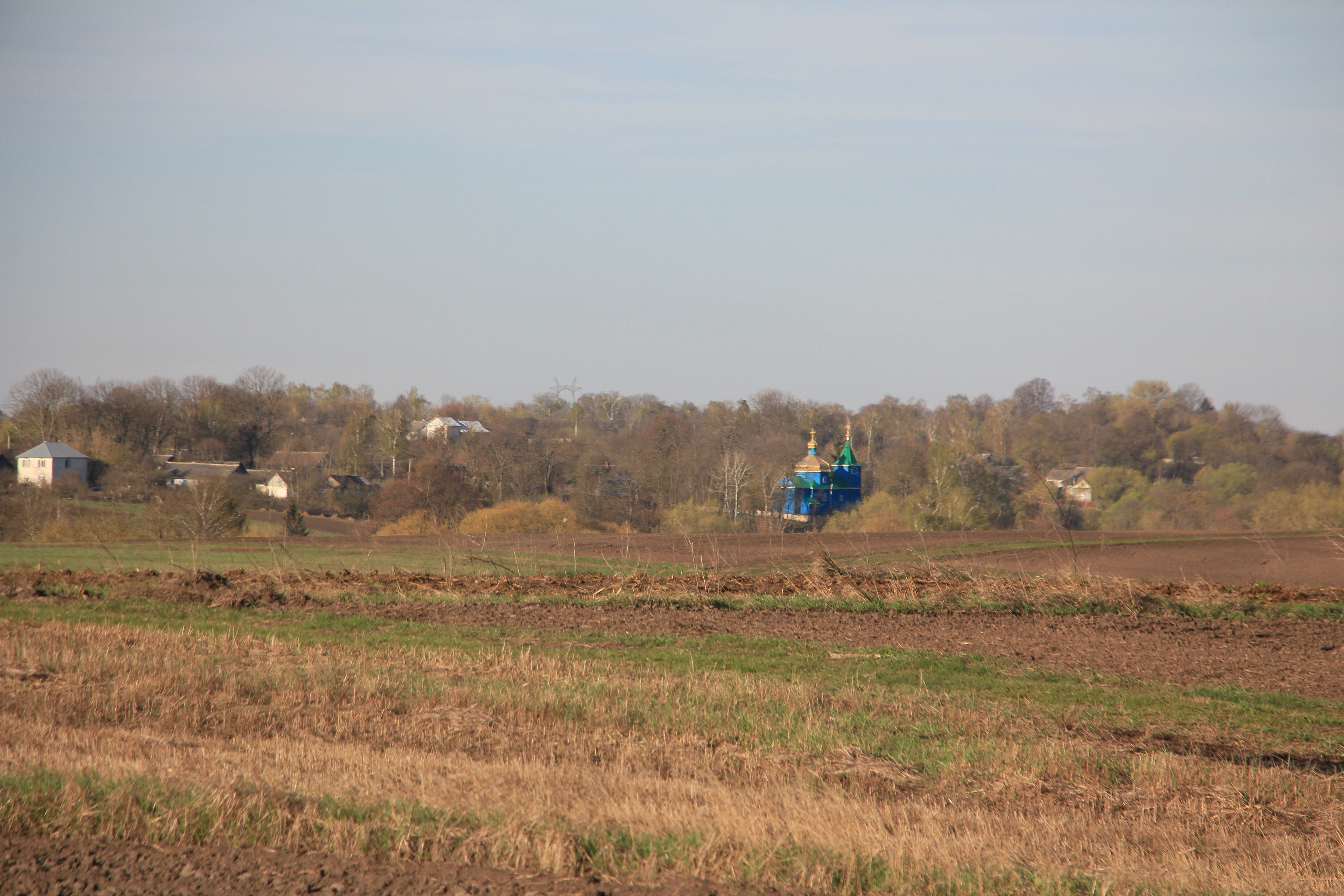

捷姆諾蓋齊（烏克蘭語：Темногайці）是位於烏克蘭西部特諾皮爾州裏克列梅涅茨區的村莊，始建於1545年，面積3.81平方公里，2001年人口617，人口密度每平方公里162.2人。